# Paweł Trela
Paweł Trela (ur. 21 września 1979) – polski kierowca driftingowy i rajdowy, konstruktor samochodów sportowych. Dwukrotny Driftingowy Mistrz Polski. 

## Kariera
Motoryzacją Pawła Trelę zainteresował ojciec, który startował w rajdach terenowych i sam konstruował samochody. Karierę w motorsporcie Trela rozpoczął w 1998 roku, biorąc udział w Rajdzie Sylwestrowym, organizowanym przez Automobilklub Rzemieślnik. W następnym roku za kierownicą Forda Sierry wygrał Puchar Polski Automobilklubów i Klubów. Kolejne lata to starty Mazdą 323 GTR i Oplem Astrą, którą kierowca rywalizował również na odcinkach Rajdowych Samochodowych Mistrzostw Polski.
Driftingową karierę Paweł Trela rozpoczął w 2007 roku za kierownicą Forda Sierry BiTurbo. W debiutanckim starcie w zawodach driftingowych zdobył pierwsze miejsce w eliminacjach. Pierwsze sukcesy sprawiły, że niedługo potem przesiadł się do bardziej zaawansowanego Nissana 200SX S13. Za kierownicą tego auta zaczął startować w międzynarodowych zawodach, w 2011 roku zdobył nim również Driftingowe Mistrzostwo Polski. W 2013 roku opracował nową konstrukcję – driftingowego Opla GT. Tym samochodem w 2016 roku sięgnął po drugi tytuł Driftingowego Mistrza Polski, startował nim również w międzynarodowych imprezach, takich jak Drift Allstars czy Eastern Europe Drift Championship. Dzisiaj występuje nim przede wszystkim w serii Drift Masters European Championship, a także na polskiej scenie driftingowej.

## Opel GT MayBug
Najsłynniejszą konstrukcją Pawła Treli jest jedyny w Europie, driftingowy Opel GT. Samochód wyposażono w silnik Toyoty 2JZ-GE, którego moc dochodzi do 900 koni mechanicznych. Auto ma system wtrysku podtlenku azotu, 6-biegową, sekwencyjną kłową skrzynię Quaife i wyczynowy dyferencjał Winters.

## Najważniejsze osiągnięcia[5]
- 1999 – Mistrz Polski Pucharu Automobilklubów i Klubów
- 2007 – 3. miejsce Toyo Drift Cup Koszalin
- 2008 – 1. miejsce w Drift Legal Lódź
- 2009 – Wicemistrz Polski Super Drift Series
- 2010 – II Wicemistrz Driftingowych Mistrzostw Polski
- 2011 – Driftingowy Mistrz Polski
- 2012 – Wicemistrz Driftingowych Mistrzostw Polski
- 2013 – Top Qualifier Drift Allstars
- 2014 – II Wicemistrz Eastern Europe Drift Championship
- 2015 – 1. miejsce Danmarks Hurtigste Bil
- 2015 – 1. miejsce EEDC Trackwood
- 2016 – Driftingowy Mistrz Polski
- 2016 – 1. miejsce Drift Masters Grand Prix Gdańsk
- 2017 – 1. miejsce Drift Masters Grand Prix Nurburgring
- 2017 – 1. miejsce Inter Cars Gymkhana Challenge (Klasa RWD)
- 2017 – 1. miejsce Inter Cars Gymkhana Challenge - Dzień 2. (Klasa RWD)
- 2018 – 2. miejsce DMP Warszawa[6]
- 2018 – 2. miejsce Drift Masters European Championship Toruń[3]
- 2018 – 6. miejsce w klasyfikacji generalnej Drift Masters European Championship[7]
- 2018 – 2. miejsce DMP Modlin[8]
- 2019 – 3. miejsce DMP Bemowo
- 2019 – 2. miejsce Iron Drift King[9]
- 2020 – 1. miejsce DMP Bemowo
- 2020 – 1. miejsce DMP Słomczyn[10]
- 2020 – 1. miejsce DMP Słomczyn[11]
- 2020 – Wicemistrz Driftingowych Mistrzostw Polski